# 尚大倫
尚大伦（？年—1643年），字崇雅，河南彰德府安阳县人。明末政治人物。

## 生平
萬曆四十年（1612年）壬子科河南乡试舉人，崇祯四年（1631年）辛未科进士。工部观政，授安肃县知县，十年降职为山西布政司照磨，十一年升河间府推官，十二年升刑部陕西司主事，升福建司郎中。当时刑部大獄有太学生白梦谦，因上书申救黄道周被逮捕入狱，大伦为其辩解，违背当事者的意愿，于是罢官归乡。崇祯十七年，李自成攻占安阳时被杀。

## 延伸阅读
[在维基数据编辑]
 《明史卷二百九十四》，出自《明史》